# Yadollah Sharifirad
 (mai 2014).
Si vous disposez d'ouvrages ou d'articles de référence ou si vous connaissez des sites web de qualité traitant du thème abordé ici, merci de compléter l'article en donnant les références utiles à sa vérifiabilité et en les liant à la section « Notes et références ».
Yadollah Sharifirad , né le 24 mars 1946 à Taléghan, est un écrivain, ex-pilote de chasse et ex-attaché militaire iranien. Il était aussi en 1978 un membre de la Couronne d'Or. La Couronne d'Or était la patrouille acrobatique nationale d'Iran. Elle faisait partie de la Force aérienne impériale iranienne.
Pilote de Northrop F-5, il abat 5 avions irakiens lors de la guerre Iran-Irak (3 confirmés et 2 non confirmés) : 1 Su-22 et 4 MiG-21,.
Lors d'une mission en Irak, il est abattu par des avions irakiens. Il s'éjecte, et est ensuite rapatrié en Iran par des membres de la guérilla kurde irakienne. Un film intitulé Aigles (en) est réalisé peu après à propos de ces événements.
De 1984 à 1987, il est attaché militaire au Pakistan. En 1987, le gouvernement iranien lui ordonne de revenir en Iran et l'accuse d'être un agent de renseignements pour les États-Unis. Il passe un an en prison. Après sa libération il émigre au Canada. Il est l'auteur d'un livre intitulé Flight of a Patriot, relatant son expérience pendant la guerre.

## Articles Connexes
- Victoires des pilotes iraniens dans les combats aériens lors de la guerre Iran-Irak